# フィブリノゲン
フィブリノゲン（英語: fibrinogen）は、血液凝固因子のひとつである。血小板やプロトロンビンとともに止血の中心的な役割を担う。
肝臓で生成され、血漿内に存在する。トロンビンとカルシウムイオンの作用によりフィブリンに変化する。